# Katarzyna Kłys
Katarzyna Kłys, née Piłocik, le 23 avril 1986 à Bielsko-Biała, est une judokate polonaise.

## Palmarès

### Jeux olympiques
- Jeux olympiques de 2012 à Londres (Royaume-Uni) :
  - Qualifiée en catégorie des moins de 70 kg
- Jeux olympiques de 2008 à Pékin (Chine) :
  - Quart-de-finaliste en catégorie des moins de 70 kg

### Championnats du monde
- Championnats du monde à Tcheliabinsk ( Russie) :
  -  Médaille de bronze en moins de 70 kg.

### Championnats d'Europe
- Championnats d'Europe 2012 à Tcheliabinsk ( Russie) :
  -  Médaille d'argent en moins de 70 kg.
- Championnats d'Europe 2010 à Vienne ( Autriche) :
  -  Médaille d'argent par équipes.
- Championnats d'Europe 2007 à Belgrade ( Serbie) :
  -  Médaille d'argent en moins de 70 kg.